# تبصرة الأدلة في أصول الدين
تبصرة الأدلة في أصول الدين هو كتاب في أصول الدين وعلم الكلام من تأليف الإمام أبو المعين النسفي الحنفي (ت 508هـ)، أحد أشهر علماء الماتريدية. وهو من أهم كتبه الكلامية وأكبرها حجماً وأكثرها توسعاً وأشهرها بين علماء الكلام، حتى أصبح يطلق على أبي المعين صاحب التبصرة.
يُعد هذا الكتاب أصلاً أصيلاً من كتب العقيدة الإسلامية على مذهب أهل السنة والجماعة، وطريقة الإمام أبي منصور الماتريدي، كما يُعد المرجع الثاني في معرفة عقيدة الماتريدية بعد كتاب التوحيد لمؤسس المذهب أبي منصور الماتريدي. ولكن كتاب التبصرة أكثر شمولاً وتفصيلاً وأوضح أسلوباً. وهو عبارة عن عرض لعقائد الماتريدية، ورد على مخالفيهم، وخصوصاً المعتزلة والكرامية. وقد حوى الكتاب جزءاً كبيراً تم تخصيصه للنقاش مع المعتزلة والرد على مقولاتهم، التي أثاروها منذ نشأة علم الكلام، وفي الكتاب ما يشير إلى استمرار وجود المعتزلة إلى زمن المؤلف، حيث يذكر أحياناً عبارة «بعض المعتزلة في زماننا» أو «في ديارنا». كما أن المؤلف في كثير من المواضع يتصدّى للرد على الأشاعرة والنقاش معهم، مبدياً توافقاً أحياناً واختلافاً أحياناً أخرى بينه وبينهم، كما يرد على كثير من الفرق الكلامية والمذاهب غير الإسلامية.

## أهمية الكتاب
ترجع أهمية هذا الكتاب لأمور كثيرة، منها:
1. أن كتب علم الكلام تشير إلى أهميته كمرجع رئيسي من مراجع الماتريدية، وعلى سبيل المثال انظر شرح المقاصد لسعد الدين التفتازاني وشرح العقائد النسفية له أيضاً، والمسايرة للكمال بن الهمام، والمسامرة شرح المسايرة للكمال بن أبي شريف، وإشارات المرام لكمال الدين البياضي، والروضة البهية فيما بين الأشاعرة والماتريدية لأبي عذبة، ونظم الفرائد لعبد الرحيم بن علي الشهير بشيخ زاده.
2. أيضا لا يوجد أحداً ممن كتب رسائل ماجستير أو دكتوراه أو قدم بحوثاً للترقية تتناول مقارنات بين الأشاعرة والماتريدية إلا وكان المصدر الرئيسي عنده تبصرة الأدلة.
3. يوضح الكتاب بصدق وعمق وموضوعية كل ما يتصل بالمذهب الماتريدي، وأيضا ما يتصل بالمذهب الأشعري، والمذاهب الاعتزالية لكثرة المقارنات الجادة فيه.
4. تبصرة الأدلة في علم الكلام أشبه بالموسوعات حيث يشتمل على جل مسائل علم الكلام مبتدئاً بالعلم والمعارف، فقضايا الإلهيات والنبوات والسمعيات، ومنتهياً بقضايا الإمامة، عارضاً ومناقشاً ومحللاً ومدللاً. ولقد اضطر البحث العميق أبا المعين النسفي إلى إدخال مباحث نحوية وفقهية وأصولية ومنطقية ليدعم بها كلامه.
5. مع العمق والاستفاضة في تناول النسفي للمسائل الكلامية في كتابه التبصرة، إلا أن القارئ سيلاحظ سهولة الأسلوب في الغالب، ووضوح العرض، وقوة الأدلة العقلية والنقلية، بحيث لا يضطر إلى الوقوف طويلاً كما يحدث مثلاً في أثناء قراءة شرح المواقف للسيد الشريف الجرجاني، والمقاصد وشرحه لسعد الدين التفتازاني.

ولأهمية مخطوط تبصرة الأدلة في الدراسات العقدية المقارنة وأهمية مؤلفه في جمع وتنظيم وتوضيح الفكر الماتريدي، والدفاع عن مذهب أهل السنة والجماعة، قام الأستاذ الدكتور/ محمد الأنور حامد عيسى (أستاذ العقيدة والفلسفة بجامعة الأزهر) بتحقيق الكتاب، وتقدم به لنيل الدكتوراه من قسم العقيدة والفلسفة - بكلية أصول الدين بالقاهرة - جامعة الأزهر، وأجيزت الرسالة، وحصل بها على درجة الدكتوراه مع مرتبة الشرف من لجنة المناقشة بالكلية، وذلك في عام 1977م. وكان المناقشان لها هما: 
1. أ.د/ عوض الله جاد حجازي - رئيس الجامعة.
2. أ.د/ كمال جعفر - رئيس قسم العقيدة والفلسفة بكلية دار العلوم بالقاهرة.

وكان المشرف هو: أ.د/ محمد شمس الدين إبراهيم - الأستاذ المتفرغ بقسم العقيدة والفلسفة، وعضو مجمع البحوث الإسلامية.
والذي يوضح أهميته أيضاً ما قاله حاجي خليفة في كتابه كشف الظنون: «تبصرة الأدلة في الكلام: مجلد ضخم للشيخ الإمام أبي المعين ميمون بن محمد النسفي المتوفى سنة ثمان وخمسمائة. أوله: (أحمد الله تعالى على مننه... الخ). جمع فيه ما جل من الدلائل في المسائل الاعتقادية، وبين ما كان عليه مشايخ أهل السنة، وأبطل مذاهب خصومهم، معرضاً عن الاشتغال بإيراد ما دق من الدلائل، سالكاً طريقة التوسط في العبارة، بين الإطناب والإشارة، فجاء كتاباً مفيداً إلى الغاية، ومن نظر فيه علم أن متن العقائد لعمر النسفي، كالفهرس لهذا الكتاب».
ويمكن القول: إن كتب علم الكلام الماتريدي التي أتت بعده لم تبلغ منزلته في الأهمية والشمول، وإن جاءت ببعض التفصيلات الهامة هنا وهناك. ويعتبر أبو الميعن النفسي من أفضل من عَرَض المذهب الماتريدي متميزاً عن بقية المذاهب السنية بشكل واضح وواع لهذا المذهب، وإن كان في بعض الأحيان يخالف الماتريدي في بعض آرائه. إلى جانب ذلك، يُعد كتاب التبصرة مصدراً هاماً لعرض آراء كثير من المتكلمين من الفرق الكلامية السابقة والمعاصرة له. فمؤلفه أبو المعين النسفي توفي عام 508هـ في زمن وصل فيه علم الكلام إلى مرحلة النضوج بعد أن اجتاز مرحلة التأسيس ومرحلة قيام الفرق الكلامية المختلفة.

## نبذة عن المؤلف
لقد كان أبو المعين النسفي من العلماء الأعلام المشهود لهم بغزارة العلم وكان أصولياً فقيهاً متبحراً في العلوم والمعارف، ويعد من أهم وأبرز علماء علم الكلام على مر العصور. فقد حظي بمكانة عالية في علم الكلام والمناظرة ومؤلفاته تشهد بذلك كتبصرة الأدلة، وبحر الكلام، والتمهيد لقواعد التوحيد. واعترف معاصروه بفضله، وكان همزة الوصل بين السلف والخلف، نقل عن السلف كالماتريدي والأشعري، وأخذ عنه الخلف كالإيجي والتفتازاني وغيرهما.
ويعتبر الإمام أبو المعين النسفي علماً من الأعلام الذين تخرجوا من مدرسة أبي منصور الماتريدي، ونهجوا منهجه في الاحتجاج، وسلكوا مسلكه في سبيل إعلاء كلمة الحق، فهو يدحض شبه المخالفين وانحرافاتهم بالدليل العقلي والنقلي، وكثيرا ما يتصدى للمعتزلة وبقية الفرق المخالفة لمذهب أهل السنة والجماعة، ويستشهد لمعتقده بالآيات القرآنية والأحاديث النبوية وأقوال الصحابة والأئمة المجتهدين.
ويعد أبو المعين النسفي من أهم وأشهر علماء الماتريدية من بعد مؤسسها أبو منصور الماتريدي، وهو المدافع الأول عن آراء الماتريدي، وهو في الماتريدية كالباقلاني والجويني والغزالي والفخر الرازي في الأشعرية، كما أن كتبه في الماتريدية تأخذ أهمية كتب الشهرستاني في المذهب الأشعري، وقد ناصر مذهب الماتريدي بقوة، وزاد المذهب شرحاً وتفصيلاً، واهتم بالدفاع عنه ورد على آراء خصوم الماتريدية من معتزلة وجهمية وكرامية وباطنية وغيرهم، وقد ذكره رفيع الدين الشرواني في الطبقة السادسة في «طبقات أصحاب الإمام الأعظم أبي حنيفة»، ومن أهم كتبه: تبصرة الأدلة، والتمهيد، وبحر الكلام.
ولأبي المعين مؤلفات كثيرة إلا أنه اشتهر بين المترجمين له، والمتعاملين مع علم الكلام الأشعري والماتريدي بصاحب التبصرة أو تبصرة الأدلة. وممن ترجم له: عبد القادر القرشي في «الجواهر المضية في طبقات الحنفية»، وعبد الحي اللكنوي في «الفوائد البهية في تراجم الحنفية»، وابن قطلوبغا في «تاج التراجم»، والكفوي في «كتائب أعلام الأخيار من فقهاء مذهب النعمان المختار»، وحاجي خليفة في «كشف الظنون عن أسامي الكتب والفنون»، والباباني البغدادي في «هدية العارفين»، وغيرهم.
عاش الإمام أبو المعين النسفي في القرن الخامس وأوائل القرن السادس الهجري في بلاد ما وراء النهر (آسيا الوسطى حالياً) من بلاد المشرق الإسلامي. كان عصره من أزهى العصور الإسلامية علما في الشرق، فقد كثر فيه النبغاء في كل علم وفن والسبب في ذلك أن الدولة العباسية قد شجعت على العلم بمختلف أنواعه لا سيما حرية الفكر والنظر، فكثرت المذاهب واختلفت الآراء وظهرت الفرق، ولعل هذا كان هو السبب في شحذ همة أبي المعين لتأليف عدة كتب في علم الكلام للرد على الفرق المخالفة لمذهب أهل السنة والجماعة.
ويعتبر أبو المعين النسفي من أهم علماء المدرسة الماتريدية لما يلي:
1. أنه جعل من همه نصرة مذهب أهل السنة والجماعة ونشره.
2. عمل جاهدا على إبطال مذاهب الخصوم والمخالفين بالنقل والعقل.
3. اعتمد في مناقشاته على اللغة العربية الفصيحة، مع التوسط في العبارة حتى يتمكن القارئ من فهمه.
4. ابتعد كل البعد عن الاشتغال بالجدل العقيم، والأدلة الغامضة.
5. فعل في المذهب الماتريدي مثل ما فعل الباقلاني والجويني والغزالي والرازي والآمدي في المذهب الأشعري.

وبنظرة فاحصة ومتأنية في تراث من جاء بعد الإمام أبي منصور الماتريدي يتأكد ذلك حيث قام الجميع بتلخيص فكره، وعلى رأسهم الإمام نجم الدين عمر النسفي صاحب العقائد النسفية، وعبد الله النسفي في عقائده، ونور الدين الصابوني في البداية في أصول الدين. أما أبو المعين النسفي فقد شرح وأضاف ونظم وناقش وحلل الأفكار، وتعامل مع الجزئيات والكليات بعقلانية وموضوعية، مع استرشاد واع وأمين بالقرآن والسنة. وبعمله هذا وضّح المذهب الماتريدي، مما أدى إلى انتشاره في كثير من بلدان العالم، وبخاصة: تركيا وباكستان وأفغانستان والهند وماليزيا وإندونيسيا وألبانيا ومقدونيا وأوزبكستان وغيرها من جمهوريات الاتحاد السوفيتي السابق.

## فهرس موضوعات الكتاب
- مقدمة.
- القسم الأول: الدراسة.
- الفصل الأول: المؤلِّف والمؤلَّف والمنهج.
- كلمات عن النسفي وعن حياته.
- كلمة موجزة عن البيئة التي عاش فيها النسفي.
- الملامح الثقافية لعصر النسفي.
- مؤلفات أبي المعين والمصادر التي تحدثت عنها ومكان وجودها.
- التحقق من نسبة التبصرة إلى أبي المعين.
- مكانة التبصرة بين كتب النسفي.
- تبصرة الأدلة.
- تسميته وقيمته.
- تبصرة الأدلة.
- أولاً: بعض المصادر التي تحدثت عنه.
- ثانياً: مكان وجود نسخ تبصرة الأدلة، وتاريخ كل منها ورقمها.
- ثالثا: وصف لمخطوطات التبصرة.
- منهجي في تحقيق «تبصرة الأدلة».
- منهج النسفي في كتابه «تبصرة الأدلة».
- الفصل الثاني: كتاب التبصرة - عرض موجز.
- الإلهام والتقليد وما يقع في القلب.
- رأي النسفي في إيمان المقلد وإيمان من عاين العذاب بعد الموت.
- الكلام في حدوث العالم.
- الكلام في إثبات أن العالم له مُحدث.
- الكلام في وحدانية الصانع.
- قِدَم الباري عز وجل.
- الباري ليس بعرض.
- الباري ليس بجوهر.
- الكلام في إبطال التشبيه.
- الله سبحانه وتعالى ليس في مكان.
- الكلام في صفات الله.
- الكلام في نفي الحدوث عن كلام الله تعالى.
- الكلام في صفة التكوين.
- الإرادة صفة أزلية لله تعالى.
- الكلام في أن صانع العالم حكيم.
- الكلام في جواز رؤية الله تعالى في العقل ووجوبها بالسمع.
- الكلام في إثبات النبوة والرسالة.
- هل من الحكمة إرسال الرسل؟ وهل الإرسال جائز؟
- الكلام في إثبات كرامات الأولياء.
- مسائل التعديل والتجوير.
- الكلام في الاستطاعة.
- الكلام في خلق أفعال العباد.
- إثبات قدرة التخليق لغير الله محال.
- إيجاد القبيح ليس قبيحاً.
- حِكَم في خلق الكفر والمعاصي.
- الكلام في إبطال القول بالتولد.
- الكلام في الآجال.
- الكلام في الأرزاق.
- ما يصح دخوله تحت إرادة الله.
- الكلام في القضاء والقدر.
- الكلام في الهدى والإضلال.
- الكلام في الأصلح.
- الكلام في القدرية.
- الكلام في إثبات عذاب القبر.
- الكلام في الأسماء والأحكام والوعد والوعيد.
- الكلام في إثبات الشفاعة.
- الكلام في الإيمان.
- الإسلام والإيمان.
- الكلام في الإمامة.
- الكلام في إمامة أبي بكر الصديق رضي الله عنه.
- الكلام في خلافة عمر رضي الله عنه.
- الكلام في خلافة عثمان رضي الله عنه.
- الكلام في إمامة علي كرم الله وجهه.
- القسم الثاني: تبصرة الأدلة.
- الباب الأول.
- الفصل الأول.
- 1- الكلام في تحديد العلم.
- أهل الكلام وتحديد العلم.
- أقسام العلم المحدث.
- تحديد أبي هاشم الجبائي والرد عليه.
- هل المعدوم شيء أم ليس بشيء؟
- إبطال قول النظام وغيره أيضاً.
- رأي الباقلاني والرد عليه.
- قول الكرامية باطل لوجود فرق بين العلم والمعرفة.
- رأي ابن فورك والرد عليه.
- رأي الإسفراييني والرد عليه.
- رأي الأشعري ومناقشته.
- تعريف لبعض الأصحاب.
- تعريف للماتريدي.
- 2- الكلام في إثبات الحقائق والعلوم.
- أسس المناظرة السليمة.
- مناقشة منكري الحقائق والعلوم.
- شبهتهم في الحواس.
- أسباب خطأ الحواس.
- المتشككة والرد عليهم.
- حقائق الأشياء ليست بتابعة لاعتقادات المعتقدين.
- 3- الكلام في أسباب المعارف.
- حجتهم في رد الخبر والرد عليهم.
- الخبر الموجب للعلم.
- العقل سبب أصيل للمعرفة.
- قضايا العقل لا تتناقض إلا لأسباب.
- 4- الكلام في إبطال كون ما يقع في القلب حسنه والإلهام والتقليد من أسباب معرفة صحة الأديان.
- ما يقع في القلب حسنه ليس سبباً في معرفة الأديان.
- الإلهام ليس سبباً في معرفة صحة الأديان.
- ليس كل مجتهد مصيب كما تقول المعتزلة.
- التقليد لا يعرف به صحة الأديان.
- 5- الكلام في إيمان المقلد.
- لا ينفع إيمان من عاين العذاب.
- المقلد عاصٍ بتركه النظر إلا أنه مؤمن.
- إيمان المقلد عند المعتزلة ومناقشة كلامهم.
- الأشعري يشترط نوعاً من الاستدلال والمعتزلة يشترطون استدلالاً كاملاً وقدرة على الرد.
- أقسام الناس.
- بيان فساد قول المعتزلة.
- الفصل الثاني
- 1- الكلام في حدوث العالم.
- مقدمات لابد منها.
- ما هو العالم؟
- أقسام العالم عند المتكلمين.
- الرد على الأشعري وبرغوث في تعريفهم للعين.
- الأعيان متركبة وغير متركبة.
- تعريف الجوهر.
- الأشعري ينقض أصله.
- تعريف الجسم.
- تعريف العرض.
- الجزء لا يتجزأ إلى ما لا نهاية.
- أقسام الأعراض.
- الدليل على ثبوت الأعراض.
- حد القديم والمحدث.
- العالم حادث الطينة والصنعة خلافاً لأقوام.
- 2- إثبات حدوث العالم بجميع أجزائه.
- واجب الوجود لذاته لا لمعنى.
- 3- إذا ثبت حدوث الأعراض.
- الجواهر لا تخلو عن الأعراض.
- 4- إذا ثبت استحالة خلو الجوهر عن الأعراض.
- ارتباط الجوهر بالعرض.
- تناهي مقدورات الله عند العلاف ومناقشة ذلك.
- الرد على شبه الدهرية.
- الرد على المعتزلة.
- الفصل الثالث
- 1- الكلام في أن العالم له محدث.
- لا يتوهم أنه أحدث نفسه بنفسه.
- وجود الفعل من المعدوم محال.
- أخطاء للمعتزلة في إثبات الصانع.
- الفصل الرابع
- 1- الكلام في توحيد الصانع.
- دلالة التمانع.
- أدلة للمعتزلة في الوحدانية ومناقشتها.
- أبو هاشم ودلائل الوحدانية والرد عليه.
- 2- الكلام في إبطال قول المجوس.
- شبهة المجوس في إثنينية الخالق.
- مناقشة كلامهم.
- مناقشة المسخية.
- الحكمة في إيجاد الشرور.
- 3- الكلام في إبطال قول الثنوية.
- فرق الثنوية.
- مذهب ماني.
- الفرق بين الديصانية والمانوية.
- المرقيونية والفرق بينها وبين السابقين.
- فساد كلام الثنوية.
- وجوه مناقضتهم.
- مناقشة المعدل عند المرقيونية.
- الفصل الخامس
- 1- الكلام في أن الباري عز وجل قديم.
- 2- الكلام في نفي كون الباري جل وعلا عرضاً.
- ادعاء المعتزلة والكرامية في الصفات.
- إبطال ادعائهم.
- 3- الكلام في إبطال قول من يقول: إن الباري جل وعز جوهر.
- شبه النصارى في كونه تعالى جوهراً.
- الرد على النصارى وعلى الكرامية في قولهم: إنه تعالى جوهر.
- مناقشة النصارى في قولهم بالأقانيم الثلاثة.
- 4- الكلام في إبطال قول المجسمة.
- المخالفون في الاسم والمعنى.
- والكرامية مخالفون في الاسم فقط.
- شبه المخالفين في الاسم والمعنى.
- رأي أهل الحق في التجسيم.
- الرد على شبه الخصوم.
- الرد على الشبهة السمعية.
- 5- الكلام على الآيات المتشابهة والأحاديث المتشابهة.
- رأي أصحاب التأويل.
- أخبار الآحاد.
- صورة آدم.
- الجبار يضع قدمه في النار.
- ضحك الله رضاه.
- 6- في تحديد الجسم.
- فساد قول الكرامية.
- 7- في بيان استحالة وصف الله تعالى بالصورة واللون والطعم والرائحة وغير ذلك.
- 8- الكلام في إبطال التشبيه.
- خلاف المنكرين للتشبيه.
- أدلتنا على نفي التشبيه.
- كلام المعتزلة في التماثل.
- الرد على المعتزلة.
- المماثلة عند الماتريدية.
- أنواع المماثلة.
- 9- قول جهم بن صفوان باطل.
- الله شيء لا كالأشياء خلافاً لقول جهم.
- 10- عدم المماثلة بين علم الله وعلم المخلوق.
- تحقيق قول أبي حنيفة في مائية الله.
- إبطال القول بالكيفية.
- الفصل السادس
- 1- الكلام في استحالة كون الصانع في المكان.
- شبه القائلين بأنه تعالى في مكان.
- الله تعالى في كل مكان بمعنى العلم والتدبير عند المعتزلة.
- الرد على القائلين بأنه تعالى في مكان.
- الرد على المعتزلة والنجارية.
- الشبه العقلية للخصوم والرد عليها.
- الباب الثاني
- الفصل الأول
- 1- الكلام في إثبات صفات الله تعالى.
- قول الصالحي والكرامية في أن الحياة ليست بشرط لبقية الصفات قول باطل.
- الصفات ليست بأغيار لله تعالى وهو يعلم ذاته وصفاته وما وراء ذلك.
- رأي الماتريدي.
- رأي المعتزلة في الصفات وشبههم.
- الرد على شبه المعتزلة.
- الدليل على ثبوت صفات الله تعالى.
- فساد قول العلاف.
- رأي أبي هاشم الجبائي.
- إبطال كلام أبي هاشم.
- شبه أخرى للمعتزلة والرد عليها.
- المفعول يدل على الفاعل والإحكام يدل على العلم.
- الرد على شبه المعتزلة.
- الرد على الجهالة الأولى.
- الرد على الجهالة الثانية.
- الرد على الجهالة الثالثة.
- اعتراض للمعتزلة.
- الرد عليه.
- كلام للأشعري في الصفات والرد عليها.
- شبهة للمعتزلة تدل على التحكم.
- حد الغيرين عند الماتريدية.
- الصفة ليست بعضاً لله تعالى.
- اعتراض للمعتزلة والرد عليه.
- اعتراض آخر والرد عليه.
- الفصل الثاني
- 1- الكلام في نفي الحدوث عن كلام الله تعالى.
- أهل الحق وكلام الله.
- قول للمعتزلة.
- الأدلة النقلية للمعتزلة على أن القرآن محدث.
- الأدلة العقلية للمعتزلة على حدوث كلام الله.
- كلام الأشعري في خطاب «كن».
- الدلائل العقلية على قِدَم كلام الله عند الماتريدية.
- بيان بطلان الأقسام الثلاثة.
- الله آمر ناه بصفة قائمة بذاته.
- المعتزلة وقولهم بالعدل والتوحيد.
- كلام آخر للمعتزلة.
- اعتراض لأبي الحسين البصري.
- الرد على اعتراض أبي الحسين البصري.
- اعتراض لعبد الجبار الرازي.
- الرد على اعتراض عبد الجبار الرازي.
- اعتراض آخر للمعتزلة.
- الرد على اعتراض المعتزلة.
- دليل عقلي آخر على قِدَم كلام الله.
- اعتراض المعتزلة.
- اعتراض آخر لأبي الحسين البصري.
- الرد على اعتراضه.
- اختيار للماتريدي في صفة الكلام.
- تصوير مسألة الكلام.
- رأي النسفي مختصراً.
- فرق بين الماتريدية والمعتزلة.
- رأي لأبي الحسين البصري.
- مناقشة البصري فيما قال.
- الرد على الشبهة السمعية.
- 2- القرآن كصفة لله تعالى غير مخلوق.
- 3- قول من يتوقف قول باطل.
- 4- هل يجوز القول بأن العبارات حكاية عن كلام الله.
- 5- كلام عن المسموع.
- الفصل الثالث: الكلام في أن التكوين غير المكوّن وأنه أزلي غير محدث ولا حادث.
- تعريف التكوين.
- مقدمة كاذبة للخصوم.
- التكوين صفة أزلية قائمة بذات الله تعالى.
- هل كان في الأزل خالقاً.
- الفرق بين صفات الذات وصفات الفعل عند المعتزلة وأهل الحديث.
- الصفات كلها أزلية عند النسفي.
- تشنيعات الخصوم.
- التكوين غير المكوّن.
- شبه نقلية لبعض المتكلمين.
- شبه عقلية للأشاعرة تثبت حدوث التكوين وأنه ليس صفة زائدة على القدرة.
- التكوين غير المكوّن.
- إثبات ذلك.
- الرد على الشبه السمعية للأشعرية.
- حمل الكلام على المجاز جائز بالدليل.
- فائدة ذكر الخلق.
- الذي يدل على الصانع صنعه.
- الحلف بخلق الله من نية الصفة.
- مناقشة نحوية.
- الدليل العقلي على قِدَم التكوين وإبطال شبه الخصوم العقلية.
- شبه للخصوم.
- الرد عليها.
- شبه ثانية للخصوم.
- الرد عليها.
- شبه أخرى والرد عليها.
- شبهة أخرى والرد عليها.
- التكوين صفة أزلية قديمة.
- بيان الأقسام الثلاثة.
- حدوث التكوين لا في محل باطل لوجهين.
- حدوث التكوين في ذات الباري محال.
- كلام للكرامية.
- الرد على كلام الكرامية.
- شبه أخرى للقائلين بحدوث التكوين.
- الرد على قولهم.
- قِدَم التكوين لا يؤدي إلى قدم المكونات.
- الرد على كلام الأشعرية.
- اعتراض أشعري والرد عليه.
- الرد على شبه أخرى.
- مناقشة كلام المعتزلة في صفة الذات والفعل.
- مناقشة كلام الأشعرية في صفة الذات والفعل.
- الله تعالى خالق في الأزل.
- رأي لبعض الماتريدية.
- اعتراض أشعري عليه.
- رد النسفي على الاعتراض.
- الفعل تختلف أساميه باختلاف آثاره.
- الفصل الرابع.
- 1- الكلام في أن الإرادة صفة لله تعالى أزلية.
- اشتقاق لفظ الإرادة.
- حد الإرادة.
- معنى الإرادة عند المتكلمين.
- قول النظام مع بعض المعتزلة.
- دليل النسفي على الإرادة.
- المراد بالإرادة ليس الأمر.
- الإرادة ليست هي الشهوة.
- الله تعالى مريد بإرادة أزلية.
- الله تعالى مريد بإرادة قائمة بذاته.
- إرادة الله أزلية قائمة به تعالى.
- 2- الكلام في بيان أن صانع العالم حكيم.
- معنى الحكمة والحكيم في اللغة.
- الحكمة والسفه على رأي المتكلمين.
- الحكمة صفة لله تعالى في الأزل.
- الكلام في جواز رؤية الله تعالى في العقل ووجوبها بالسمع.
- هل يرى الله سبحانه وتعالى؟
- أدلة الخصوم على نفي الرؤية.
- الأدلة العقلية للنافين للرؤية.
- الكلام في نفس الرؤية.
- الكلام في ذات المرئي.
- الله لا يرى الآن.
- العبد يتأذى بزوال الرؤية.
- دليل أهل الحق على إثبات الرؤية.
- معنى التجلي في الآية.
- تفسير المعتزلة لآية (أنظر إليك).
- فساد تأويل الأصم والكعبي.
- رأي الجبائي في الرؤية.
- فساد هذا الرأي.
- دليل ثان على جواز الرؤية.
- دليل ثالث على جواز الرؤية.
- الأدلة العقلية على جواز رؤية الله تعالى.
- رأي الماتريدي.
- ما هي العلة المجوزة للرؤية؟
- العلة في الرؤية الوجود.
- شبهة لهم.
- الرد عليها.
- رأي القلانسي في الرؤية.
- شبة أخرى والرد عليها.
- دعوى النظام فاسدة.
- الله تعالى يرانا خلافاً لقول المعتزلة.
- الله تعالى يرانا ولا نراه عند البصريين.
- الرد عليهم.
- رأي للأشعري والرد عليه.
- هل صفاته تعالى جائزة الرؤية.
- حاصل المسألة.
- الجزء الثاني.
- الباب الثالث.
- الفصل الأول.
- 1- الكلام في إثبات النبوة والرسالة.
- الذين يقولون لا حاجة للرسل.
- قول البراهمة: العقل يغني عن الرسول.
- رأي الطبيعيين في الرسالة.
- من أنكر الصانع فهو منكر للرسالة.
- معنى الرسالة والرسول.
- الرسالة ممكنة.
- الرد على شبه الخصوم.
- هل الرسالة من قبل الممكنات في العقل أم من جملة الواجبات.
- قول البراهمة باطل.
- الأفعال تنقسم إلى واجب وممتنع وممكن.
- وجه الحاجة إلى بيان الواجب والممتنع.
- العقل مخلوق لذا يلحقه الضعف.
- الاستمرار على الحق سمة متّبِعي الرسل.
- اعتراض للخصوم.
- الرد عليه.
- إرسال الرسل من مقتضيات حكمة الحكيم.
- إقامة الدلالة على ثبوت الرسالة.
- مأخذ المعجزة.
- حد المعجزة عند الفلافسة والمتكلمين.
- المعجز ينقسم إلى قسمين.
- كيف تدل المعجزة على صدق الآتي بها؟.
- الدليل على ثبوت الرسالة في الأزمنة الماضية.
- المعجزات دليل لثبوت الرسالة.
- شبهة والرد عليها.
- شبهة والرد عليها.
- شبهة والرد عليها.
- 2- إثبات رسالة سيدنا محمد صلى الله عليه وسلم.
- العاقل يسارع إلى الإذعان لرسالة محمد صلى الله عليه وسلم.
- رسالة سيدنا محمد صلى الله عليه وسلم امتداد للرسالات قبله والزمن يطلبها.
- لابد من شروط أربعة أربعة لتصح الدعوى.
- أولاً: دعوى الرسول وقعت في حيز الإمكان.
- ثانياً: بينة الرسول مطابقة لدعواه.
- ثالثاً: دواعي الجرح منتفية عن بينة الرسول.
- رابعاً: دعوى الرسول سالمة عن المناقضة.
- التدليل على ثبوت رسالة سيدنا محمد عليه الصلاة والسلام.
- الآيات الدالة على رسالته صلى الله عليه وسلم حسية وعقلية.
- أقسام الأدلة الحسية.
- أولاً: ما كان خارج ذاته.
- ثانياً: ما كان في ذاته.
- ثالثاً: ما كان من أخلاقه عليه السلام.
- معجزاته عليه السلام العقلية وأقسامها.
- المعجزات الراجعة إلى حاله وأقسامها.
- ما هو راجع إلى نسبه الشريف.
- ما هو راجع إلى دعواته عليه السلام.
- الكتب السابقة بشرت بنبوته عليه السلام.
- علمه بما حدث في الماضي دليل على نبوته.
- إخباره عما يحدث في المستقبل دليل لنبوته.
- المعجزات التي ظهرت بعد وفاته.
- ما هو راجع إلى زمانه عليه السلام دليل نبوته.
- إعجاز القرآن باقٍ للأبد.
- اعتراض للوراق والرد عليه.
- زعم للنظام في القرآن والرد عليه.
- بعض من وجوه الإعجاز في القرآن.
- صور المستحيلات.
- ما هو راجع إلى شريعته.
- أقسام الاعتقادات.
- أقسام العبادات.
- أقسام المعاملات.
- أقسام المزاجر.
- الكلام في العقيدة.
- أولاً: الإيمان بالله.
- ثانياً: الإيمان بالملائكة.
- ثالثاً: الإيمان بكتبه.
- رابعاً: الإيمان برسله.
- خامساً: الإيمان بالبعث.
- حشر الأجساد.
- الكلام في العبادات.
- أولاً: الصلاة.
- أنواع الخشوع والخضوع التي تجمعها الصلاة.
- ثانياً: الزكاة.
- ثالثاً: الصيام.
- التهجد وصدقة الفطر.
- رابعاً: الجهاد.
- خامساً: الحج وحكمته.
- الكلام في المعاملات.
- كل ما سبق يؤكد صدق دعوة محمد صلى الله عليه وسلم.
- خواص النبوة وأقسامها.
- القسم الأول لتمهيد أمر النبوة.
- القسم الثاني لتربية قواها.
- الفصل الثاني.
- 1- الكلام في إثبات كرامات الأولياء.
- استحالة الكرامة عند المعتزلة.
- أهل السنة: الكرامة جائزة بل واقعة.
- كرامة الولي معجزة للرسول.
- الفرق بين المعجزة والكرامة والمعونة والإهانة.
- 2- مسائل التعديل والتجوير.
- الله خالق فعل العبد على الحقيقة.
- 3- الكلام في الاستطاعة.
- أقسام الاستطاعة.
- الدليل على انقسام الاستطاعة إلى قسمين.
- هناك استطاعة بمعنى حقيقة القدرة.
- الاستطاعة عرض وراء الذات.
- هل الاستطاعة صالحة للضدين أم لا؟
- القدرة لا تصلح للضدين عند الأشاعرة.
- حجة المعتزلة بتقدم الاستطاعة.
- يستحيل القول ببقاء الأعراض.
- الاستطاعة عرض يكون مع الفعل.
- اعتراض للمعتزلة.
- الرد عليهم.
- كلام للمعتزلة: حالة وجود الفعل حالة وسط بين حالة القدرة وحالة والعجز.
- رد النسفي على الكلام السابق.
- تقدم القدرة على الفعل يؤدي إلى الاستغناء عن الله.
- دفع شبه الخصوم.
- أدلة الذين يقولون إن الاستطاعة صالحة للضدين.
- الذين يقولون بأن الاستطاعة لا تصلح للضدين وأدلتهم.
- لابد لصحة التكليف من سلامة الآلات خلافاً للمعتزلة والأشاعرة.
- أبو منصور ورده على الكعبي.
- اعتراض والرد عليه.
- قدرة الاختراع سابقة وقدرة الكسب مقارنة.
- الفصل الثالث.
- 1- الكلام في خلق أفعال العباد.
- قول جهم وأتباعه بالجبر.
- قول المعتزلة بالاختيار.
- سبب بطلان قول الجبرية والمعتزلة.
- مذهب أهل السنة والجماعة.
- مذهب الأشاعرة قريب من الماتريدية.
- بيان بطلان قول الجبرية.
- شبه المعتزلة في أن أفعال العباد لهم.
- حجة أهل الحق وردهم على المعتزلة.
- المعنى الموجب للتفرقة بين الشاهد والغائب.
- الأدلة العقلية لأهل السنة في أفعال العباد.
- 2- إثبات قدرة التخليق لغير الله تعالى محال.
- الأول: فقد شرط ثبوت قدرة التخليق للعبد.
- اعتراض والرد عليه.
- الثاني: العقل يشهد بعدم قدرة التخليق للعبد.
- الثالث: إثبات قدرة التخليق لغير الله تؤدي إلى مجموعة من المحالات.
- قول معمَّر يؤدي إلى المحالات.
- قول المعتزلة يؤدي إلى التشابه بين فعل الله وفعل العبد.
- فعل العبد مخلوق لله ومفعوله لا فعله لأن فعله قديم.
- فعل الله خلق وإيجاد وفعل العبد مباشرة واكتساب.
- العبد له فعل وليست له قدرة التخليق.
- اعتراض والرد عليه.
- شبهة والرد عليها.
- دخول مقدور واحد تحت قدرة قادرين جائز.
- العبد له فعل وليس بمجبور.
- الفرق بين الكسب والخلق والفعل.
- ردود على أقوال المعتزلة.
- إيجاد القبيح ليس بقبيح.
- الحكمة في خلق الكفر والمعاصي.
- اعتراض والرد عليه.
- أنواع الشركة.
- المعتزلة يثبتون شركاء لله بقولهم.
- ترديد يثبت المقول بعجز المعتزلة.
- 3- الكلام في إبطال القول بالتولد.
- دليل أهل الحق على نفي التولد.
- شبه الخصوم واهية.
- 4- الكلام في الآجال.
- 5- الكلام في الأرزاق.
- الفصل الرابع.
- 1- الكلام في الإرادة.
- إرادة الله شاملة لكل شيء.
- ما علم وجوده أراد أن يوجد عند الماتريدية.
- ما أمر بوجوده أراد أن يوجد عند المعتزلة.
- شبه المعتزلة.
- الشبه العقلية للمعتزلة.
- الأدلة العقلية لأهل الحق.
- اعتراض للمعتزلة.
- الجواب عنه.
- شبهة عقلية للمعتزلة والرد عليها.
- 2- الكلام في القضاء والقدر.
- معنى القضاء.
- معنى القدر.
- مسألة للمعتزلة والرد عليها.
- 3- الكلام في الهدى والإضلال.
- رأي المعتزلة في الهدى والإضلال.
- مناقشة كلام المعتزلة.
- 4- الكلام في الأصلح.
- كلام المعتزلة في الأصلح.
- شبهة المعتزلة في قولهم الأصلح.
- دليل أهل الحق.
- من الكتاب.
- دليل أهل الحق من الوجود.
- بيان تناقض المعتزلة.
- دليل أهل الحق من الإجماع.
- اعتراض للمعتزلة على دليل الإجماع ومناقشته.
- كلام للماتريدي.
- الصلاح يتزايد والصدق لا يتزايد.
- شبهة أخرى للمعتزلة والرد عليها.
- ليس للعبد حق مستحق على الله.
- تألم الأطفال لماذا؟
- الرد على الكعبي القائل: إن النعمة تنتقص بالمنة.
- نتيجة لازمة لقول المعتزلة.
- 5- الكلام في القدرية.
- القدرية هم المعتزلة.
- الأدلة على مشاركة المعتزلة للمجوس في حديث الرسول.
- المعتزلة هم خصماء الله على رأي أهل السنة.
- وصفنا بمساعدة المجوس تمويه محض.
- الفصل الخامس.
- 1- الكلام في إثبات عذاب القبر.
- شبهة للمعتزلة والرد عليها.
- الأدلة على أن الميت يعطي حياة ليحس الإلذاذ أو العذاب.
- 2- الكلام في الأسماء والأحكام والوعد والوعيد.
- رأي أهل الحق.
- رأي المعتزلة.
- رأي الخوارج.
- أدلة الخوارج على قولهم.
- دليل الحسن البصري.
- أدلة المعتزلة على قولهم.
- دليل أهل السنة.
- بطلان قول المعتزلة بالإجماع على الفسق.
- دليل آخر لأهل الحق.
- مرتكب الكبيرة مرجعه إلى الجنة لا محالة.
- آيات الوعد والوعيد والكلام فيها.
- مناقشة رأي الخوارج.
- بطلان قول من يقول إنه مشرك أو منافق.
- هناك فاسق مطلق وفاسق مطيع.
- التكلم بلفظ العموم والمراد به الخصوص سائغ عند أهل اللغة.
- آدم وخروجه من الجنة.
- الفرق بين الكفر وغيره من الذنوب.
- 3- إثبات الشفاعة.
- أدلة المعتزلة على امتناع الشفاعة.
- أدلة أهل الحق على وجود الشفاعة.
- الرد على المعتزلة.
- الفصل السادس.
- الكلام في الإيمان.
- الإيمان هو المعرفة والإقرار والعمل.
- قول الشمرية والنجارية والغيلانية في الإيمان أنه يكون بالقلب واللسان فقط.
- قول الكرامية وغيرهم: إن الإيمان يكون باللسان.
- الإيمان هو التصديق عند الماتريدي والأشعري وغيرهما.
- الأدلة على أن الإيمان هو التصديق.
- مناقشة قول الخصوم وإبطاله.
- إبطال قول الكرامية.
- المعرفة لا تكفي بل لابد من تصديق القلب.
- الإيمان لا يزيد ولا ينقص.
- وجوه تأويل آية اليوم أكملت.
- مسألة العاقبة.
- مسألة المشيئة في الإيمان.
- الإسلام والإيمان لا يتغايران.
- أدلة القائلين بأن الإسلام غير الإيمان.
- أدلة النسفي على أن الإسلام هو الإيمان.
- الرد على من قال: إن الإسلام غير الإيمان.
- الباب الرابع.
- 1- الكلام في الإمامة.
- أهمية تنصيب الإمام.
- تنصيب الإمام ليس بواجب عند الأصم وهشام بن عمرو.
- لابد من ظهور الإمام وحضوره.
- لا يجوز أكثر من إمام في وقت واحد.
- قول الروافض والكرامية في الإمامة باطل.
- ما هي شروط من يصلح للإمامة؟.
- رأي لأبي منصور الماتريدي.
- أوصاف من يصلح للإمامة بعد النسب من قريش.
- قول الروافض في شمول علم الإمام قول باطل.
- كون الإمام أفضل أهل زمانه ليس بشرط.
- قول الأشاعرة في الأفضلية.
- حجتنا في عدم الأفضلية.
- لا يشترط عصمة الإمام لأن العصمة للأنبياء.
- بمن تثبت الإمامة.
- رد القول بالنص في الإمامة.
- لو كان نص على علي لما تركه.
- لو لم ينص على إمام لضيّع الأمة. قول باطل.
- الكيفية التي يتم بها اختيار الإمام.
- 2- الكلام في إمامة أبي بكر رضي الله عنه.
- الصديق مستجمع لشرائط الخلافة بعد الرسول صلى الله عليه وسلم.
- خلافات وقعت بعد وفاة النبي صلى الله عليه وسلم انتهت برأي أبي بكر.
- الدليل من القرآن على خلافة أبي بكر.
- إجماع الصحابة على خلافة الصديق.
- اعتراض والرد عليه.
- الإجماع حجة ملزمة كالنص.
- قول الروافض في آية (إنما وليكم الله) والرد عليه.
- مناقشة كلامهم في حديث: «اللهم والِ» ثم بيان معنى الولي.
- كل الدلائل تشير إلى أبي بكر كخليفة أول للمسلمين.
- فدك والسيدة فاطمة رضي الله عنهما.
- قصة فدك.
- الصديق وسهم ذوي القربى.
- 3- الكلام في صحة خلافة عمر الفاروق رضي الله عنه.
- 4- الكلام في إمامة عثمان رضي الله عنه.
- بعض المطاعن التي وجهت لسيدنا عثمان والرد عليها.
- سبب مقتل عثمان رضي الله عنه.
- 5- الكلام في إمامة علي بن أبي طالب رضوان الله عليه.
- علي رضي الله عنه وموقعة الجمل وصفين.
- علي رضي الله عنه وقضية التحكيم.
- مناقشة الخوراج في قولهم في التحكيم.
- خشن القول قُصدَ به التعزير.
- 6- الكلام في أن أبا بكر أفضل الصحابة.
- الأدلة على أفضلية الصديق رضي الله عنه.
- أدلة الروافض على أفضلية علي والرد عليهم.
- 7- الكلام في تفضيل عمر رضي الله عنه.
- 8- الكلام في فضل عثمان رضي الله عنه.
- 9- الكلام في تفضيل علي رضي الله عنه.
- خاتمة المخطوط ب.
- الخاتمة.
- ثبت بأهم المراجع.
- فهرس الآيات القرآنية.
- فهرس الأحاديث النبوية.
- فهرس الأعلام.
- فهرس الأشعار.
- فهرس الفرق والمذاهب.
- فهرس الأماكن والبلدان.
- فهرس المصطلحات.
- فهرس المواقع والغزوات.
- فهرس المحتويات.

## وصلات خارجية
- قراءة الكتاب على موقع scribd (الجزء الأول)
- قراءة الكتاب على موقع scribd (الجزء الثاني)
- مسجد صلاح الدين: كتاب: تبصرة الأدلة للإمام النسفي